# Портолевка
Порто́левка (бел. Парто́леўка) — бывшая деревня в составе Нижнетощицкого сельсовета Быховского района Могилёвской области Белоруссии.

## Население
- 1982 год – 38 жителей
- 2009 год — 3 жителя